# 妙心寺
妙心寺（みょうしんじ）は、京都市右京区花園妙心寺町にある臨済宗妙心寺派の大本山の寺院。山号は正法山。本尊は釈迦如来。開基（創立者）は花園天皇。開山（初代住職）は関山慧玄（無相大師）。寺紋は花園紋（妙心寺八つ藤）。
日本にある臨済宗寺院約5,650か寺のうち、約3,350か寺を妙心寺派で占める。近世に再建された三門、仏殿、法堂（はっとう）などの中心伽藍の周囲には多くの塔頭が建ち並び、一大寺院群を形成している。平安京範囲内で北西の12町を占め自然も多いため、京都市民からは西の御所と呼ばれ親しまれている。

## 歴史

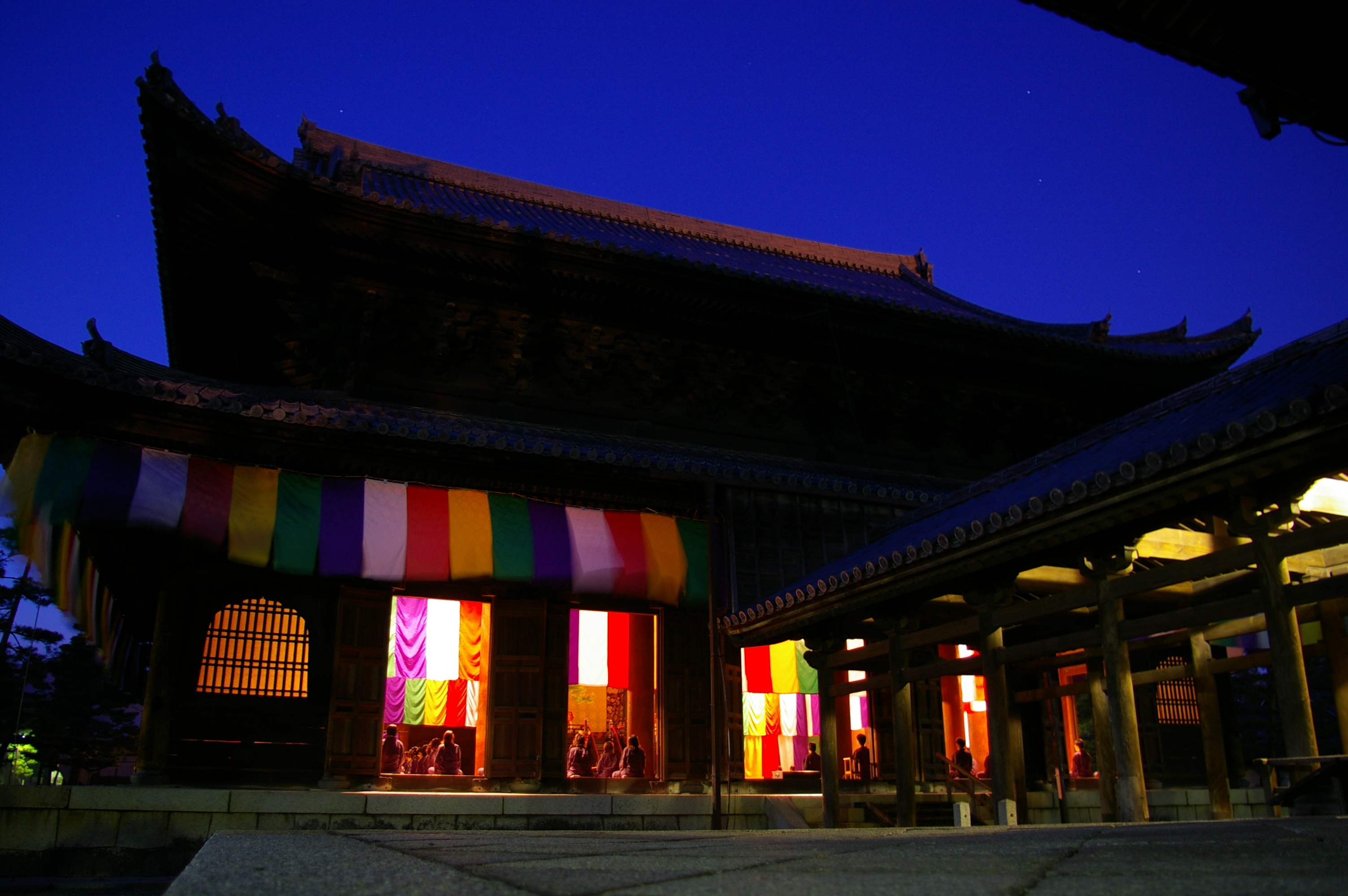
法堂、座禅が行われている

京都の禅寺は、五山十刹（ござんじっさつ）に代表される、室町幕府の庇護と統制下にあった一派と、それとは一線を画す在野の寺院とがあった。前者を「禅林」または「叢林（そうりん）」、後者を「林下（りんか）」といった。妙心寺は、大徳寺（龍寶山大德禪寺）とともに、修行を重んじる厳しい禅風を特色とする「林下」の代表的寺院である。
平安京の北西部を占める風光明媚な妙心寺の地には、花園上皇の花園御所（離宮萩原殿）があった。花園上皇は、建武2年（1335年）落飾して法皇となり、花園御所（離宮萩原殿）を禅寺に改めることを発願した。法皇の禅の上での師は大徳寺開山の宗峰妙超（大燈国師）であった。宗峰は建武4年（1337年）12月没するが、臨終間近の宗峰に花園法皇が「師の亡き後、自分は誰に法を問えばよいか」と尋ねたところ、宗峰は高弟の関山慧玄を推挙した。その頃、美濃国（岐阜県）の伊深（美濃加茂市伊深町）で修行に明け暮れていた関山は、都に戻ることを渋っていたが、師僧・宗峰の遺命と花園法皇の院宣があっては辞去するわけにはいかず、暦応5年/康永元年（1342年）、妙心寺の開山となった。なお、「正法山妙心寺」の山号寺号は宗峰が命名したもので、釈尊が嗣法の弟子・摩訶迦葉（まかかしょう）に向かって述べた「正法眼蔵涅槃妙心」（「最高の悟り」というほどの意味）という句から取ったものである。
関山慧玄の禅風は厳格で、その生活は質素をきわめたという。関山には他の高僧のような「語録」はなく、生前に描かれた肖像もなく、遺筆も弟子の授翁宗弼に書き与えた印可状（師匠の法を受け継いだ証明書）の他、ほとんど残されていない。
妙心寺では開山関山慧玄以降、二祖授翁宗弼、三祖無因宗因、四祖日峰宗舜、五祖義天玄承、六祖雪江宗深までを「六祖」と呼んで尊崇している。なお、この初祖から六祖は法系を指すものであって、妙心寺の住持として何世目であるかを指すものではない。住持の世代としては日峰宗舜、義天玄承、雪江宗深がそれぞれ七世、八世、九世にあたる。
妙心寺6世住持の拙堂宗朴（せつどうそうぼく）は、足利氏に反旗をひるがえした大内義弘と関係が深かったため、将軍足利義満の怒りを買った。応永6年（1399年）、義満は妙心寺の寺領を没収して子である青蓮院の義円（後の足利義教）に与え、拙堂宗朴は大内義弘に連座して青蓮院に幽閉の身となった。さらに義満は、没収した他の寺領と妙心寺自体の建物と境内地を弟である南禅寺塔頭・徳雲庵塔主の廷用宗器に与えた。廷用は妙心寺の寺号を「龍雲庵」に改め、徳雲庵の末寺とした。こうして妙心寺は一時中絶することとなった。
妙心寺が復活するのは永享4年（1432年）のことである。同年、廷用は微笑塔（開山関山慧玄の塔所）の敷地をその頃南禅寺にいた根外宗利に与えた。関山慧玄の流れを汲んでいた根外は、尾張国犬山の青龍山瑞泉寺から日峰宗舜を迎えて妙心寺を再興させた。このため日峰は妙心寺中興の祖とされている。
妙心寺は応仁の乱（1467年 - 1477年）で伽藍を焼失したが六祖雪江宗深の尽力により復興する。雪江宗深は住持の期間を3年と定め、その4人の法嗣、景川宗隆、悟渓宗頓、特芳禅傑および東陽英朝は、師亡き後交代で妙心寺の住持を務めてそれぞれ妙心寺四派の龍泉派、東海派、霊雲派および聖澤派の祖となった。各々の派は現在まで続いており、妙心寺派の寺院は全て四派のいずれかに属している。永正6年（1509年）、後柏原天皇から紫衣勅許の綸旨を得る。この勅許状には大徳寺と位が等しい旨が記されており、これをもって妙心寺は大徳寺から独立したとみなされている。12月には悟渓宗頓に帰依していた利貞尼が仁和寺領の土地を購入して妙心寺に寄進し、境内が拡張された。利貞尼は関白一条兼良女で美濃国加納城主斎藤妙純の室である。永禄年間（1558年 - 1570年）希菴玄密により、住持の期間が3年から1年に改められる。天正6年（1578年）には南化玄興や快川紹喜、虎哉宗乙ら三十六師連名で妙心寺壁書（規則）を定めた。また妙心寺住職の妹の慈徳院が織田信長の嫡男・織田信忠の乳母となり、その後に信長の側室になり、六女の三の丸殿（豊臣秀吉の側室）を儲けた。本能寺の変で信長が討たれると、信長の妹のお市の方が信長の百箇日法要を妙心寺で執り行った。
その後の妙心寺は戦国武将などの有力者の援護を得て、近世には大いに栄えた。関ヶ原の戦いで敗れた石田三成の嫡男の石田重家は妙心寺に入って出家し、命を助けられた。江戸時代に隠元隆琦が訪日すると、龍渓性潜らが臨済宗の正統を継ぐ師の到来として妙心寺へ迎えようとしたが、当時の重鎮愚堂東寔によってその案は峻拒された。1871年（明治4年）に管長職を設け、名古屋市徳源寺の鰲巓道契が妙心寺派初代管長となっている。

## 歴代住持
1. 関山慧玄
2. 授翁宗弼
3. 無因宗因
4. 雲山宗峨
5. 明江聖悟
6. 拙堂宗朴
7. 日峰宗舜
8. 義天玄承
9. 雪江宗深
10. 景川宗隆
11. 悟渓宗頓
12. 特芳禅傑
13. 東陽英朝
14. 悦堂宗懌
15. 松岳宗繕
16. 西川宗洵
17. 鄧林宗棟
18. 天蔭徳樹
19. 柏庭宗松
20. 大宗玄弘
21. 玉浦宗珉
22. 興宗宗松
23. 桂峰寿昌
24. 文叔瑞郁
25. 大休宗休
26. 勝岩宗殊
27. 仁岫宗寿
28. 秀林玄俊
29. 景堂玄訥
30. 江南殊栄
31. 杲天慧紹
32. 南英禅茂
33. 北溟禅渭
34. 亀年禅愉
35. 太原崇孚
36. 棘庵宗淳
37. 鳳林宗彩
38. 希庵玄密
39. 澤彦宗恩
40. 竺庵宗仙
41. 十州宗哲
42. 東谷宗杲
43. 快川紹喜
44. 月航玄津
45. 叔栄宗茂
46. 泰宗室岑
47. 蘭畹玄秀
48. 春国光新
49. 東庵宗噋
50. 玉田宗琨
51. 直指宗諤
52. 東源宗寅
53. 蘭叔玄秀
54. 林岳宗佐
55. 柏堂景森
56. 九天宗瑞
57. 南華玄材
58. 南化玄興
59. 虎山禅威
60. 湖叔宗永
61. 速伝宗販
62. 伯蒲慧稜
63. 以安智察
64. 天猷玄晃
65. 大圭紹琢
66. 用玄宗全
67. 功澤宗勲
68. 瑤林宗琨
69. 虎哉宗乙
70. 大輝祥暹
71. 東漸宗震
72. 久室宗昌
73. 水庵宗掬
74. 単伝志印
75. 仁峰永善
76. 惟天玄縦
77. 忠岳宗恕
78. 檀叔玄級
79. 一宙東黙
80. 鉄山宗鈍
81. 嫩桂宗維
82. 芳沢祖恩
83. 揚州玄販
84. 泰嶽玄韓
85. 庸山景庸
86. 龍雲宗珠
87. 宙外宗杲
88. 大樹玄玕
89. 蘭秀宗薫
90. 瑞林宗現
91. 綱宗宗安
92. 湖南宗岳
93. 鰲山景存
94. 説心宗宣
95. 龍岩瑞顕
96. 昊天宗建
97. 仁渓守信
98. 大川紹潙
99. 梁南禅棟
100. 春龍玄済
101. 天與宗佐
102. 瑞玄宗呈
103. 太華玄仞
104. 海山元珠
105. 雪庭寿珪
106. 雲屋祖泰
107. 海南玄倏
108. 夬雲玄孚
109. 堅室宗固
110. 南源宗薫
111. 千岩宗呂
112. 猷山景嘉
113. 湘南宗化
114. 九山宗用

## 伽藍

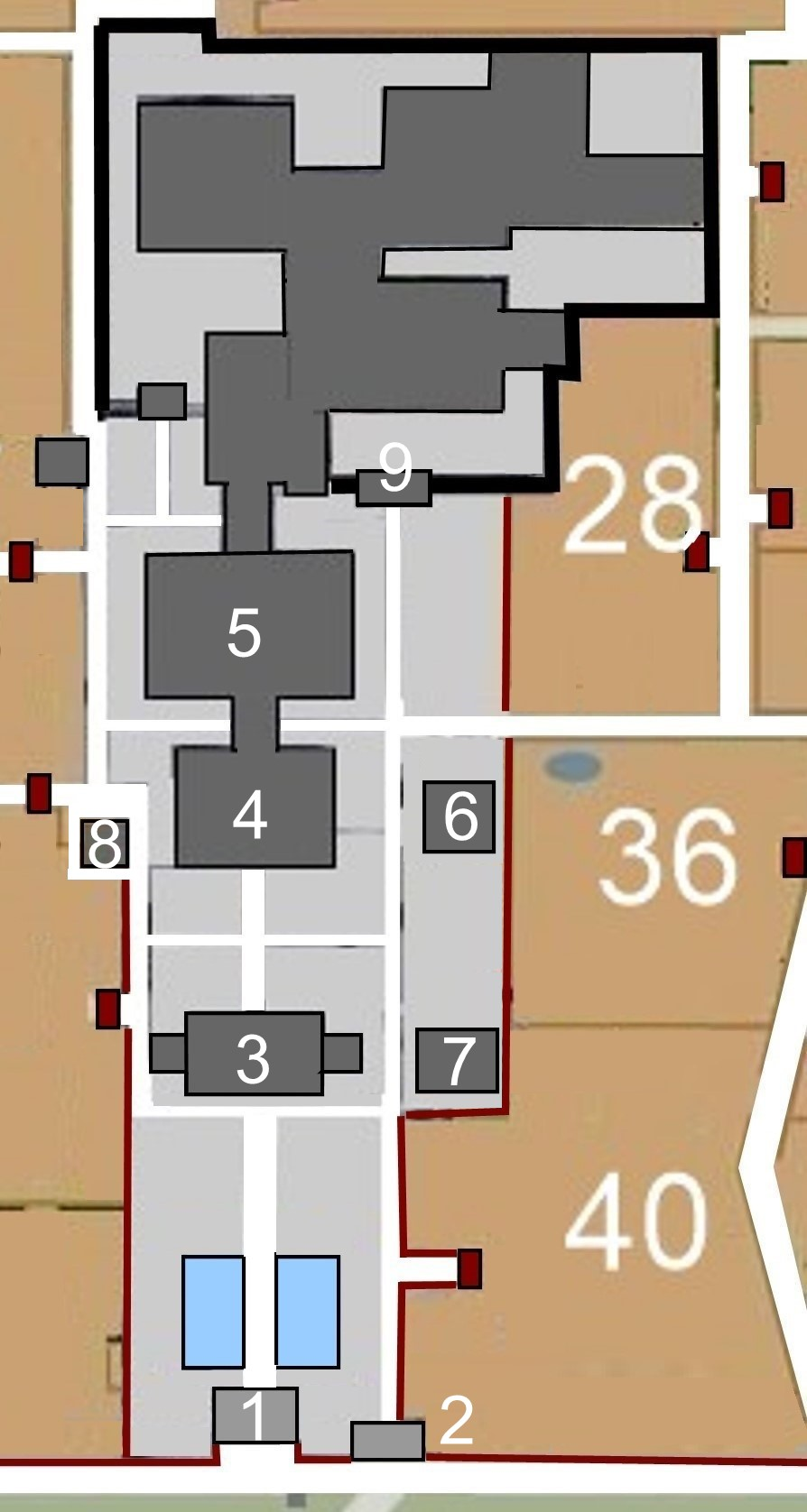
伽藍配置図 1.勅使門、2.南総門、3.三門、4.仏殿、5.法堂、6.経蔵、7.浴室、8.鐘楼、9.唐門

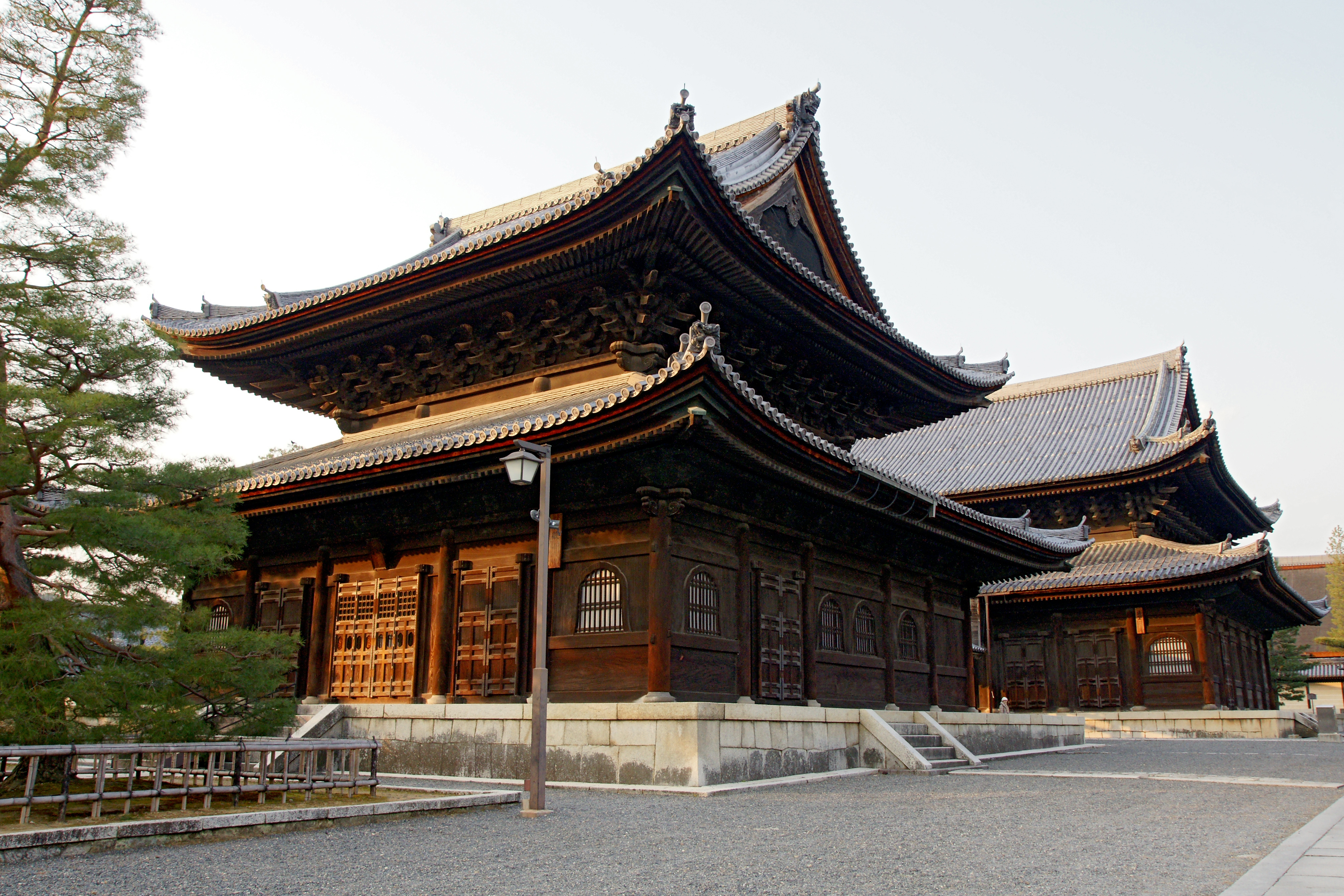
仏殿、法堂（奥）

- 仏殿（重要文化財） - 他の諸堂より新しく、文政10年（1827年）再建。入母屋造、一重裳階付き。本尊は天正年間（1573年 - 1593年）作の釈迦如来で、脇侍は摩訶迦葉と阿難尊者。祝聖のほか、降誕会、涅槃会、成道会などが行われる。本尊の後方には達磨大師、百丈禅師や臨済禅師を祀る祖師堂、道教の神を祀る土師堂、利貞尼、見性院、明智光秀などの功労者の位牌を祀る祠堂がある。
- 法堂（重要文化財） - 明暦3年（1657年）再建。入母屋造、一重裳階付き。天井には完成するまでに8年もかかった狩野探幽筆の雲龍図が描かれている。また、ケヤキの柱は富士山麓より運ばれてきたものである。開山忌、達磨忌、花園天皇忌のほか、開堂式、年朝上堂、入制上堂、解制上堂が挙げられる。堂内には国宝の梵鐘「黄鐘調の鐘」が展示されている。
- 唐門
- 玄関（重要文化財） - 承応3年（1654年）再建。 唐破風造、檜皮葺。玄関の前に唐破風を備えた真前唐門がある。
- 寝堂（重要文化財） - 明暦2年（1656年）建立。 入母屋造、本瓦葺き。前方丈、礼の間とも称する。もとは客間として用いられていたが、現在は法堂で儀式が行われる際の控えの間として用いられている。
- 大方丈（重要文化財） - 承応3年（1654年）再建。障壁画は南側3室は狩野探幽、北側3室は狩野洞雲の筆。入母屋造、檜皮葺。
- 大方丈庭園（国指定史跡・名勝）
- 小方丈（重要文化財） - 慶長8年（1603年）建立。もと玉鳳院御殿として建立されたが、明暦2年（1656年）に移築されたもの。襖絵は伝・片山尚景筆の水墨画である。
- 小方丈庭園（国指定史跡・名勝）
- 微妙殿
- 大庫裏（重要文化財） - 享禄元年（1528年）再建、承応2年（1653年）改築。もと杮葺きであったが文化5年（1808年）瓦葺きに改められている。また、守護として韋駄天像が祀られている。
- 経蔵（重要文化財） - 延宝2年（1674年）再建。伏見天皇の宸筆による毘盧蔵の扁額がある。輪蔵の下部には四天王と梵天、帝釈天、阿形と吽形の金剛力士の八つの像がある。また、傅大士像が祀られている。
- 浴室（重要文化財） - 明暦2年（1656年）再建。元々は天正15年（1587年）に明智光秀の叔父である大嶺院の密宗により光秀の菩提を弔うために建立されたもの。そのため「明智風呂」の別名がある[7][8]。守護として跋陀婆羅菩薩が祀られている。
- 三門（重要文化財） - 慶長4年（1599年）再建。五間三戸（正面の柱間5間のうち中央3間が通路）の二重門（2階建門）である。上層には円通大士（観音）と十六羅漢像を安置する。6月18日に懺法会、7月15日に施餓鬼会が修法される。
- 鐘楼 - 元々の鐘楼は元禄9年（1696年）に春日局によって寄進されたもので、重要文化財に指定されていたが、1962年（昭和37年）に放火により焼失した。現在のものは春日局が塔頭・麟祥院に寄進したもので、後に信行寺に移されたものを当寺に移築したものである。
- こども園ゆりかご
- 北門（重要文化財） - 慶長15年（1610年）建立。 北総門とも。切妻造、本瓦葺きの薬医門で南門とほぼ同じ構造である。
- 前庭（国指定史跡・名勝）
- 放生池
- 勅使門（重要文化財） - 慶長15年（1610年）建立。山門、放生池など伽藍の正面に位置し、勅使や住持が普山する際に用いられる。
- 南門（重要文化財） - 慶長15年（1610年）建立。 南総門とも。切妻造、本瓦葺きの薬医門で北門とほぼ同じ構造である。
- 宗務本所
- 花園会館
- 花園禅塾
- 花園中学校・高等学校

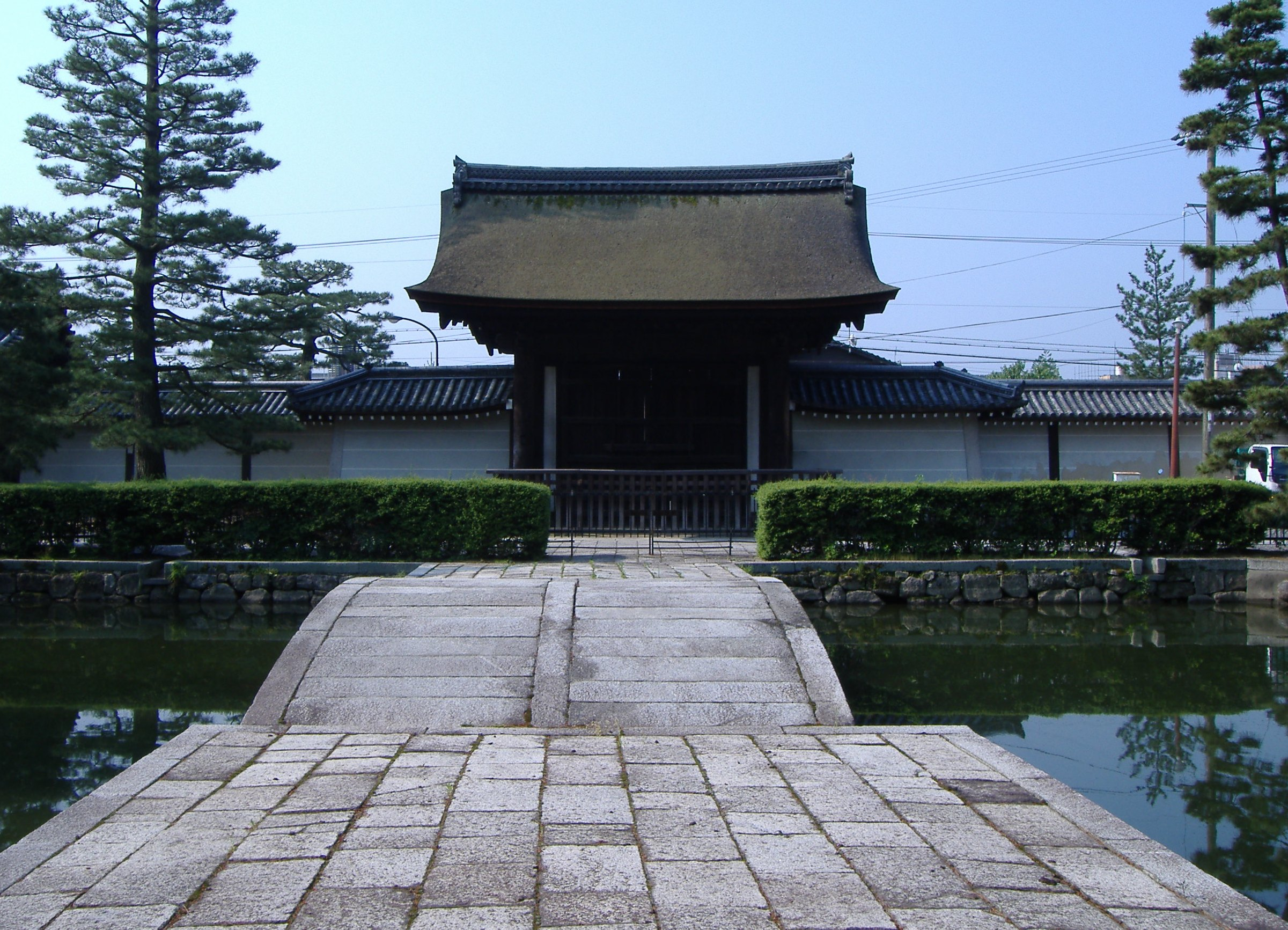
勅使門
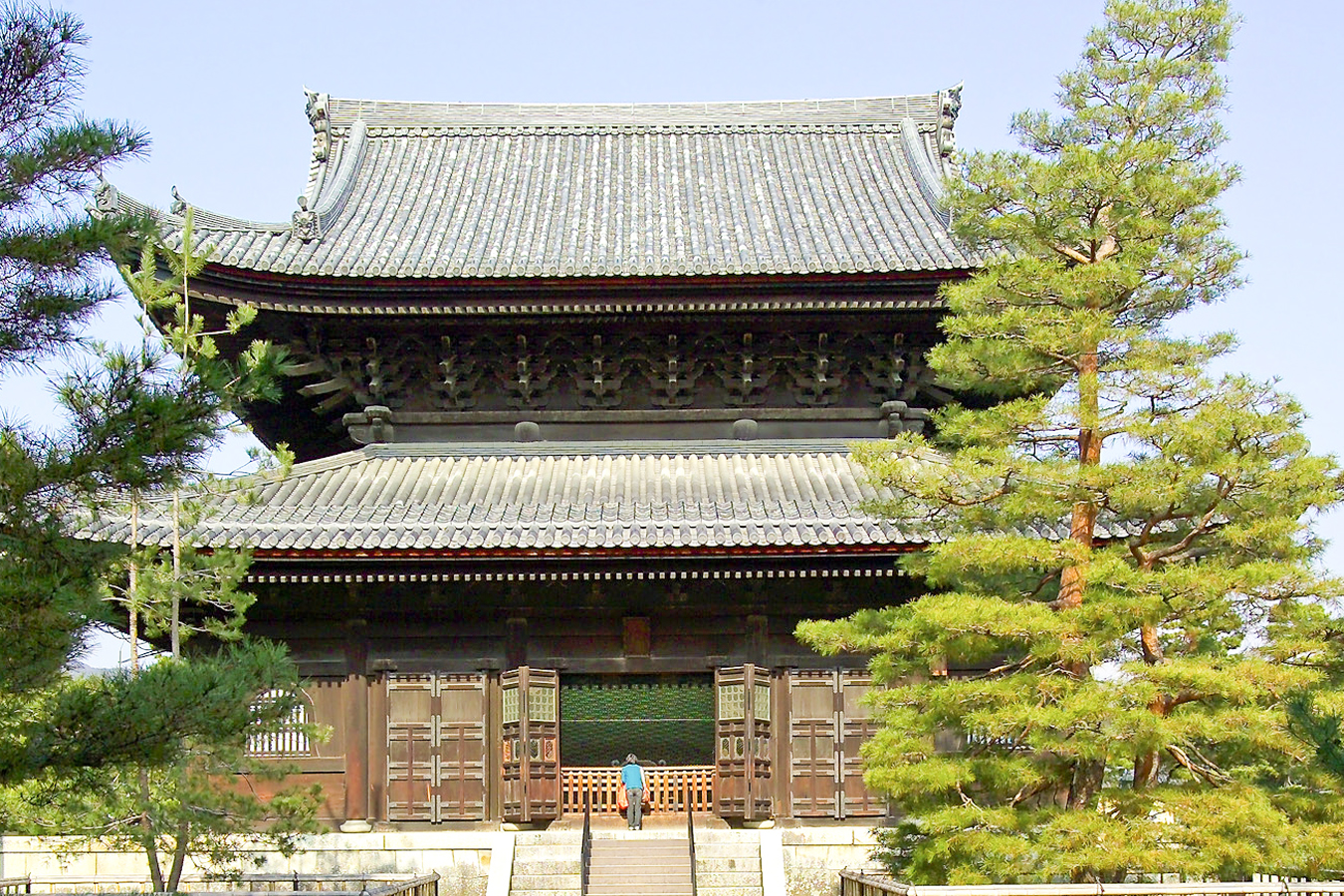
仏殿
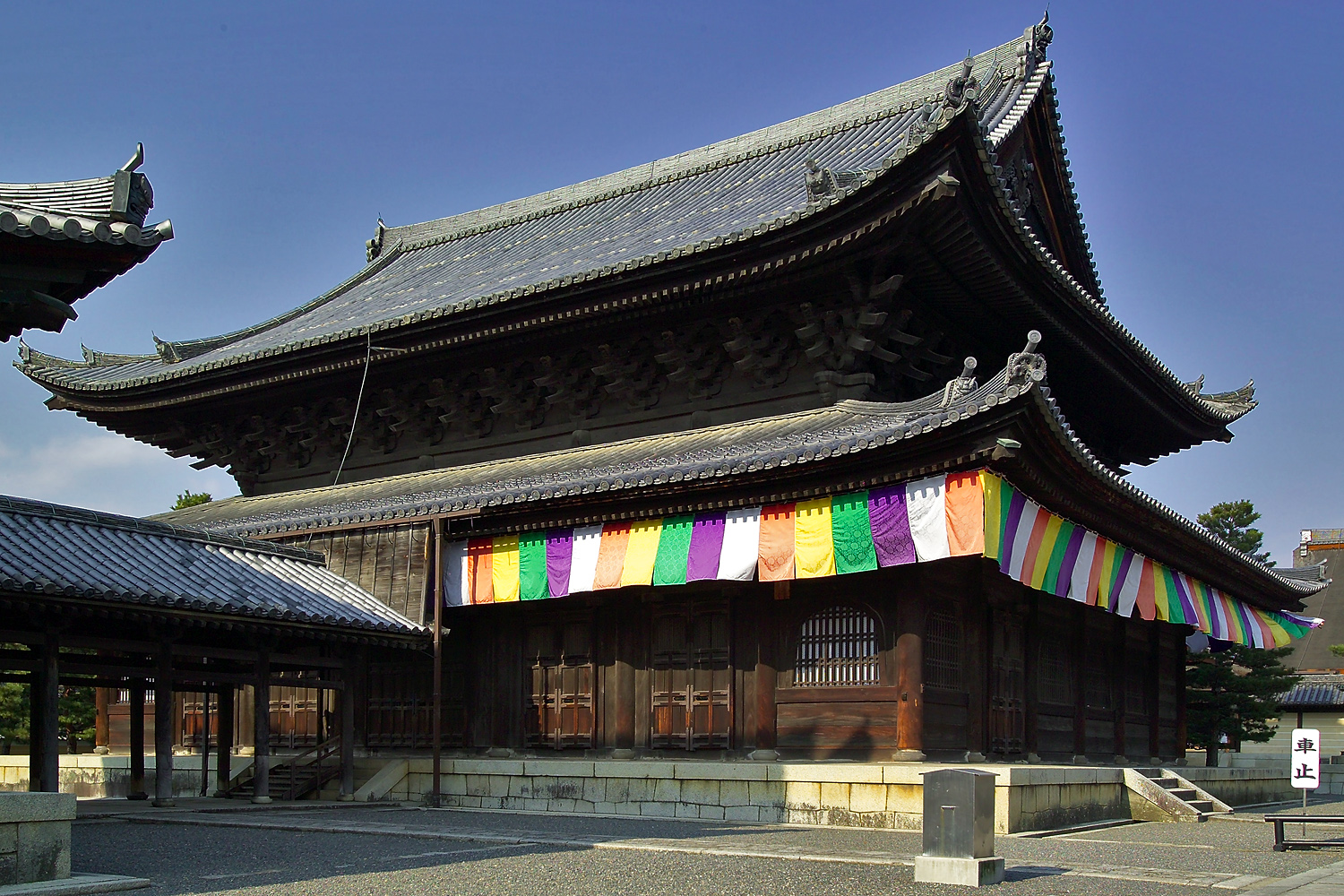
法堂
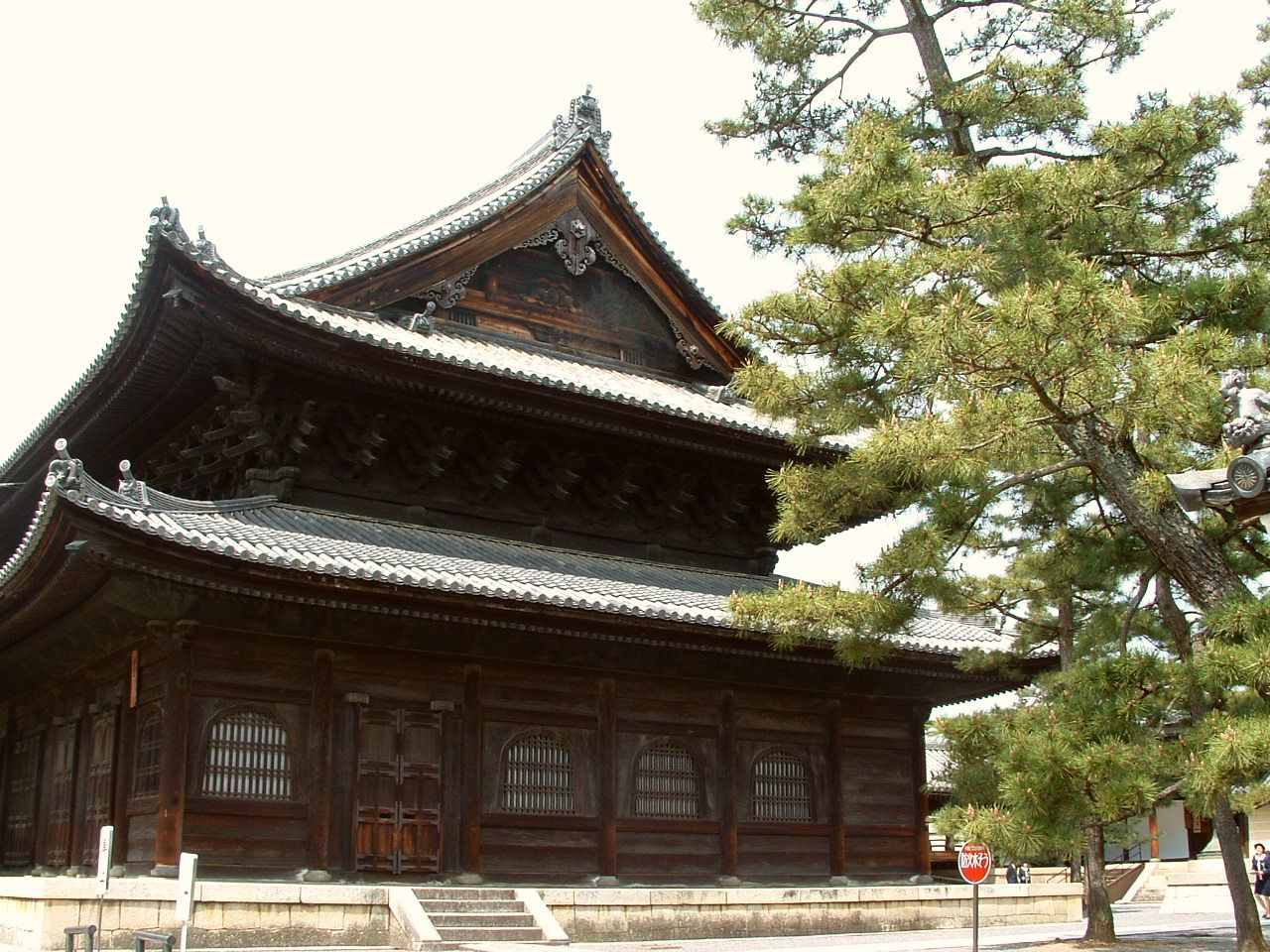
法堂
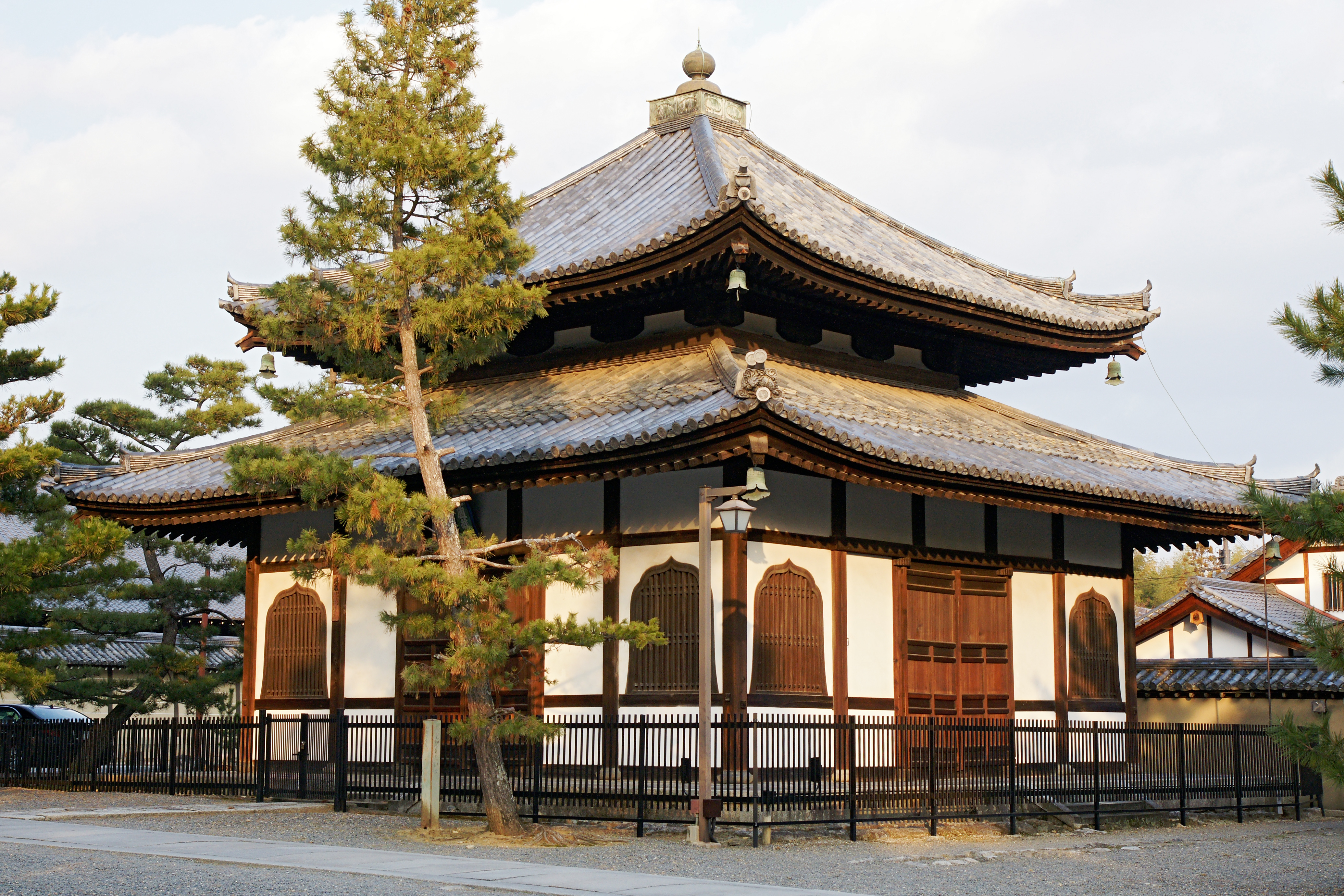
経蔵
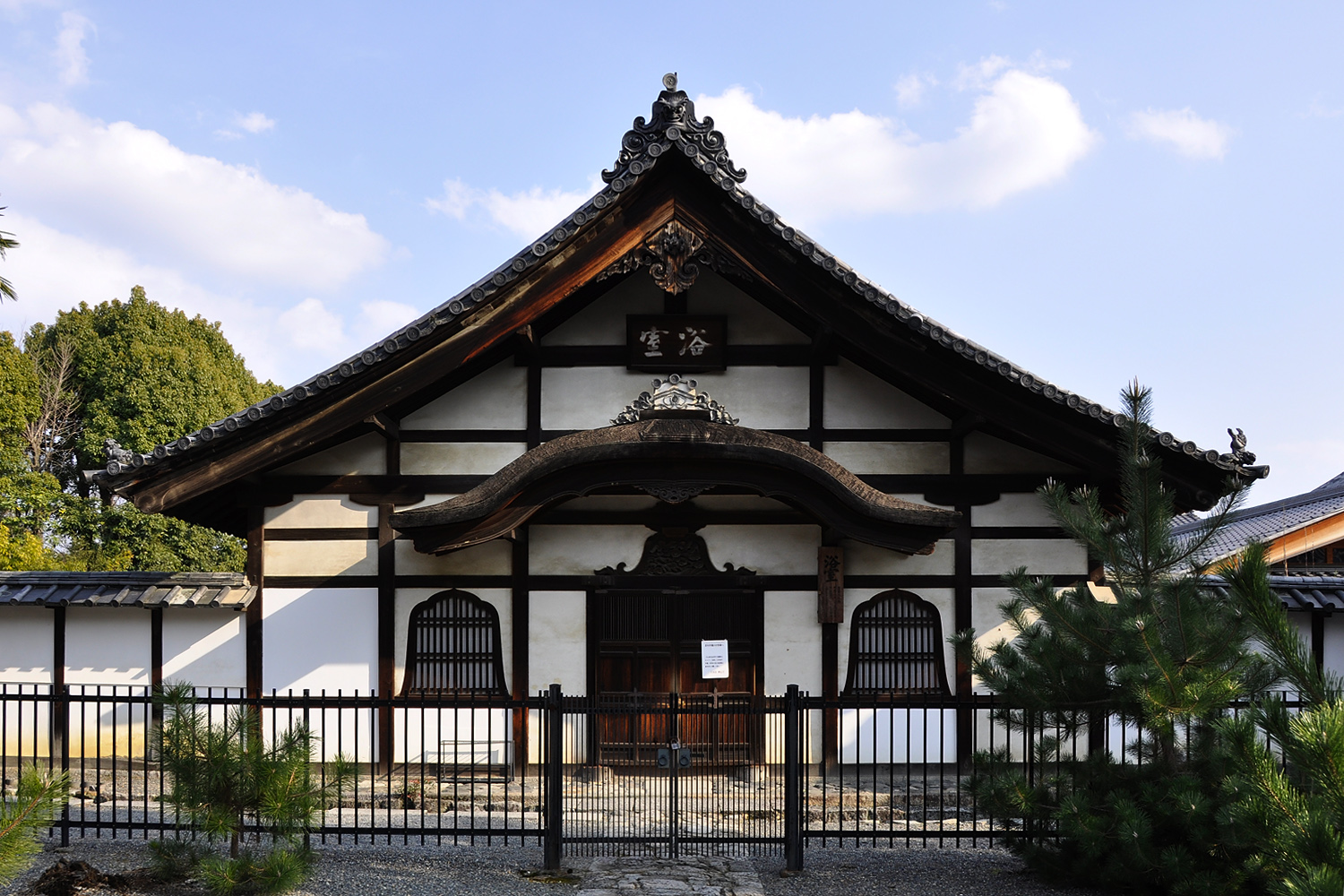
浴室

### 塔頭寺院

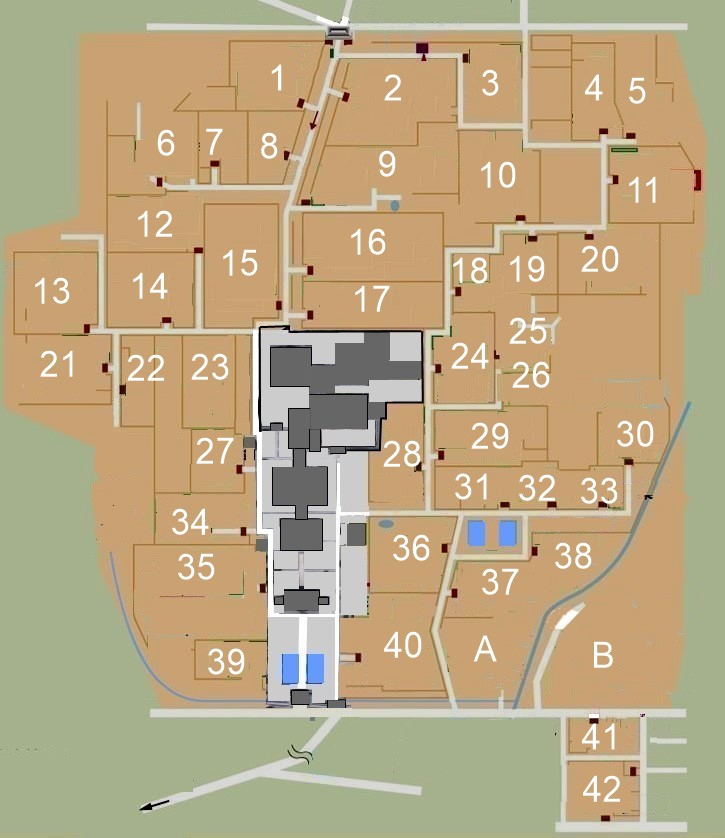
妙心寺山内図 1.天球院、2.隣華院、3.光国院、4.雲祥院、5.長慶院、6.天祥院、7.壽聖院、8.金牛院、9.智勝院、10.蟠桃院、11.桂春院、12.徳雲院、13.大法院、14.大龍院、15.春光院、16.麟祥院、17.大通院、18.海福院、19.養徳院、20.大雄院、21.玉龍院、22.通玄院、23.霊雲院、24.雑華院、25.如是院、26.福寿院、27.聖沢院、28.東海庵、29.大心院、30.東林院、31.玉鳳院、32.開山堂、33.涅槃堂、34.天授院、35.退蔵院、36.衡梅院、37.長興院、38.養源院、39.慈雲院、40.龍泉庵、41.慧照院、42.龍華院、A.宗務本所、B.花園会館

妙心寺の塔頭は40数箇院に及ぶ。妙心寺の塔頭や末寺は龍泉派、東海派、霊雲派、聖澤派の4系統に分かれており、これを「四派」と呼ぶ。この四派は妙心寺六祖雪江宗深の法嗣である景川宗隆（龍泉派）、悟渓宗頓（東海派）、特芳禅傑（霊雲派）、東陽英朝（聖澤派）の4名を派祖とする。そして、これら4名にゆかりの塔頭、すなわち龍泉庵、東海庵、霊雲院、聖沢院を四本庵と称する。
また、「歴史」の節で述べた六祖ゆかりの塔頭を「六祖道場」と称する。授翁宗弼の塔所である天授院、無因宗因が開いた退蔵院、日峰宗舜が開いた養源院、雪江宗深が開いた衡梅院などがこれにあたる。玉鳳院は開山塔所ならびに花園法皇塔所として別格の存在であり、塔頭でなく諸堂伽藍として扱われる場合もある。
塔頭の数については資料により小差がある。妙心寺の公式サイトは塔頭を46か院とするが、荻須純道編著『妙心寺』（1977年刊）は、同年現在の塔頭は47か院、うち山内塔頭37か院とする。2009年（平成21年）に東京国立博物館等で開催された特別展「妙心寺」の図録には塔頭として48か院を挙げている。以下の一覧には、特別展「妙心寺」の図録にある48か院を列挙する。

#### 山内塔頭
- 龍泉庵 - 妙心寺四派のうち龍泉派の本庵。妙心寺10世景川宗隆が文明13年（1481年）に創建した。重要文化財・長谷川等伯筆「枯木猿猴図」を所蔵（実物は京都国立博物館に寄託）。本堂、庫裏、書院、鐘楼および表門が京都府指定有形文化財となっている。
- 衡梅院 - 妙心寺六祖、雪江宗深により創建された。年代は文明元年（1469年）と文明12年（1480年）の2説がある。慶長9年（1604年）天秀得全が中興した。霊雲派に属する。雪江宗深の塔所があり、その頂相を所蔵する。
- 長興院 - 滝川一益が天正9年（1581年）に創建。開山は妙心寺56世九天宗瑞で、創建当初は暘谷庵と称していた。津田秀政が慶長11年（1606年）に中興し、その没後に法号に因んで長興院に改めた。元禄5年（1692年）妙心寺の塔頭であった大雲院と合併した。聖澤派に属する。
- 養源院 - 妙心寺四祖、日峰宗舜が文安5年（1448年）に細川持之の援助により創建した。応仁の乱にて焼失した後、雪江宗深によって再興される。近世に至り、剛宗宗紀により中興。今日の客殿はこの中興時の建立で、妙心寺山内の現存客殿中で建立年次を明確にしている建物としては最も古い。霊雲派に属する。[11]
- 東海庵 - 妙心寺四派のうち東海派の本庵。開祖は妙心寺11世悟渓宗頓で文明16年（1484年）の創建。慶長4年（1599年）石川頼明により中興された。庭園は史跡・名勝に指定されている。方丈前庭は築地塀で囲まれた一画に白砂を敷き詰め、帚目を付けただけのシンプルな庭。書院南庭は白砂に7個の石を並べた抽象的な庭である。重要文化財として瀟湘八景図、孝明天皇宸翰徽号勅書、十六羅漢図、花鳥図を所蔵する。本堂、庫裏、鐘楼、書院及び表門が京都府指定有形文化財となっている。
- 玉鳳院 - 花園天皇の離宮跡に建つ。関山慧玄像を祀る開山堂（別名：微笑庵、重要文化財）は室町時代の建築。庭園は史跡・名勝に指定。四派のいずれにも属さず各塔頭の住持が法事を行う。豊臣秀吉の子・豊臣鶴松（棄丸）の御霊屋「祥雲院殿」がある。
- 東林院 - 開基は山名豊国で妙心寺51世直指宗諤。弘治2年（1556年）に建立された。枯山水庭園、水琴窟が見られる。ナツツバキ（沙羅双樹）の花が咲く時期の特別公開で知られる。霊雲派に属する。
- 大心院 - 開基細川政元、勧請開山景川宗隆として創建。創建年次は諸説ある。もともと山外にあったが移された。龍泉派に属する。
- 雑華院 - 開基牧村利貞が弟で妙心寺79世一宙東黙を開祖として天正11年（1583年）に創建した。東海派に属する。
- 福寿院 - 開基水野忠清室、性宣妙演、開祖、竜天宗登として元和5年（1619年）に養賢院として創建。性宣院と改名した後、再度改称されて現在の名称となる。東海派に属する。
- 如是院 - 妙心寺五祖、義天玄詔により大愚庵として創建された。寛正3年（1462年）直指宗諤により中興されてい現在の名に改称されている。霊雲派に属する。
- 海福院 - 福島正則開基。夬室智文開祖。元和2年（1616年）創建。公家町尻家（福島正則縁者[12]）菩提寺。東海派に属する。
- 養徳院 - 開基は石川光重、開山はその兄弟で妙心寺67世の功沢宗勲。天正11年（1583年）創建。蘭叔玄秀による酒茶論の軸、曽我直庵筆の鷹図、鑑真伝来と伝わる鉄鉢を所蔵する。東海派に属する。
- 大雄院 - 開基は石川光忠、開山は慧南慧譲。石川氏の菩提寺として慶長8年（1603年）創建。現在の方丈は享保2年（1717年）に改築されたものである。柴田是真筆による郭子儀図を含む襖絵を所蔵する。東海派に属する。
- 桂春院 - 開基津田秀則が妙心寺73世水庵宗掬を開山とし、慶長3年（1598年）に見性院として建立。寛永8年（1631年）石川貞政が再興時に桂春院に改めた。杉苔とツツジの植え込みが見どころの庭園は史跡・名勝に指定。東海派に属する。
- 蟠桃院 - 開基は前田玄以。開祖は一東黙宙。慶長6年（1601年）創建。伊達政宗が大檀越に加わり伊達家菩提寺となる。東海派に属する。
- 長慶院 - 豊臣秀吉の正室である北政所の姉妹長慶院（木下家定娘）が慶長5年（1600年）に創建。開山は妙心寺71世東漸宗震。1878年（明治11年）に相楽郡の妙法寺と合併して妙法寺を名乗っていたが、1905年（明治38年）旧称に復した。聖澤派に属する。
- 雲祥院 - 開基千坂景親（宗策居士）、開山海山元珠。「亀仙庵」（千坂景親の法名「鶴齢院殿亀仙宗策居士」からの由来）として慶長3年（1598年）創建。その後、方広寺鐘銘事件で祥雲寺にいた海山元珠が徳川家康の思惑に沿わない見解を述べたため、家康から祥雲寺が没収されるに至ったが、その際に海山元珠は師の南化玄興と豊臣秀吉遺児鶴松（棄丸）の木像を背負って妙心寺に帰ったと伝えられている。その後、自坊「亀仙庵」を祥雲寺の名を逆さにした「雲祥院」と改名した。1878年（明治11年）に熊谷半次創建の瓊林院と合併している。東海派に属する。
- 光国院 - 開基松平忠隆、開山梁南禅棟。元和6年（1620年）創建。松平忠明創建の実相院を1878年（明治11年）に合併している。龍泉派に属する。
- 隣華院 - 開基は脇坂安治。長谷川等伯筆方丈襖絵「水墨山水図」（重要文化財）、狩野永岳筆襖絵を所有。東海派に属する。
- 智勝院 - 開基は稲葉貞通。開祖は単伝士印。慶長2年（1597年）創建。絹本著色稲葉一鉄像を所蔵する。東海派に属する。
- 麟祥院 - 開基春日局の菩提寺。開山は碧翁愚完（鍋島勝茂の子）で、寛永10年（1633年）ないし同11年（1634年）に建立された。創建当初は現在の花園高校の位置に敷地があったが、1897年（明治30年）に現在地へと移っている。春日局の父斎藤利三と親交が深かった海北友雪筆による方丈襖絵（西湖図、雲龍図、瀟湘八景図）を所有。元和年間（1615年 - 1624年）に後水尾天皇より拝領した釣殿が春日局の霊屋として境内にあり、小堀遠州によるものと伝わる同木像がある。東海派に属する。
- 大通院 - 開基は一柳直末。開山は妙心寺58世南化玄興で、天正14年（1586年）に建立されている。山内一豊夫妻霊屋がある。東海派に属する。
- 天球院 - 寛永8年（1631年）池田輝政の妹天久院が創建。狩野山楽・山雪らが描いた方丈障壁画152面あまりが重要文化財。東海派に属する。
- 金牛院 - 環陵を開祖として慶安3年（1650年）創建。東海派に属する。
- 壽聖院 - 開基は石田三成、開山は妙心寺62世伯蒲慧稜。石田氏の菩提寺として慶長4年（1599年）創建された。関ヶ原の戦い後は規模が縮小された。霊雲派に属する。
- 天祥院 - 開基は松平忠弘、開山は乳峯義元。正保2年（1645年）に創建された。1878年（明治11年）、慈性院を合併している。龍泉派に属する。
- 春光院 - 開基は堀尾吉晴。重要文化財の南蛮寺（なんばんじ）の鐘と狩野永岳の方丈襖絵を所有。龍泉派に属する。
- 徳雲院 - 開基山名豊国、開山は妙心寺51世直指宗諤。弘治2年（1556年）に山名氏の菩提寺として創建される。霊雲派に属する。
- 大龍院 - 開基中村一忠が慶長11年（1606年）に妙心寺80世鉄山宗鈍を開祖として創建した。霊雲派に属する。
- 大法院 - 松代藩主真田信之の菩提寺。兵法学者佐久間象山の墓（非公開）がある。龍泉派に属する。
- 玉龍院 - 生駒一正が慶長3年（1589年）に妙心寺99世大川紹潙を開祖として創建。龍泉派に属する。
- 通玄院 - 開基寺西信之、開山は妙心寺219世虚櫺了廓。かつては即心院と称していた。創建年代は諸説ある。1878年（明治11年）、水月院を合併している。龍泉派に属する。
- 霊雲院 - 妙心寺四派のうち霊雲派の本庵。妙心寺25世大休宗休が師の特芳禅傑を勧請開山として大永6年（1526年）に創建した。重要文化財・後奈良天皇宸翰円満本光国師号勅書、狩野元信筆の琴棋書画図を有し、天文12年（1543年）に建立されたと伝わる書院も重要文化財となっている。相国寺慈雲庵の子建和尚による作庭と伝えられる枯山水庭園は「霊雲院庭園」として史跡・名勝に指定されている。
- 聖沢院 - 妙心寺四派のうち聖澤派の本庵。妙心寺18世天蔭徳樹が師の東陽英朝を勧請開山として、帰依していた土岐政房や細川氏の援助により大永3年（1523年）に創建した。一旦寺勢は衰えるものの、早川長政の援助を得て庸山景庸が文禄3年（1594年）に再興した。本堂、書院、庫裏および表門が1999年（平成11年）に京都府指定有形文化財となった。重要文化財・摩利支天画像のほか、片山尚影の十牛図や獅子図、狩野典信の麒麟図や竹林七賢図を所蔵する。
- 天授院 - 妙心寺二祖、授翁宗弼により康暦2年（1340年）に創建される。重要文化財・法華経譬喩品を所蔵する。東海派に属する。退蔵院

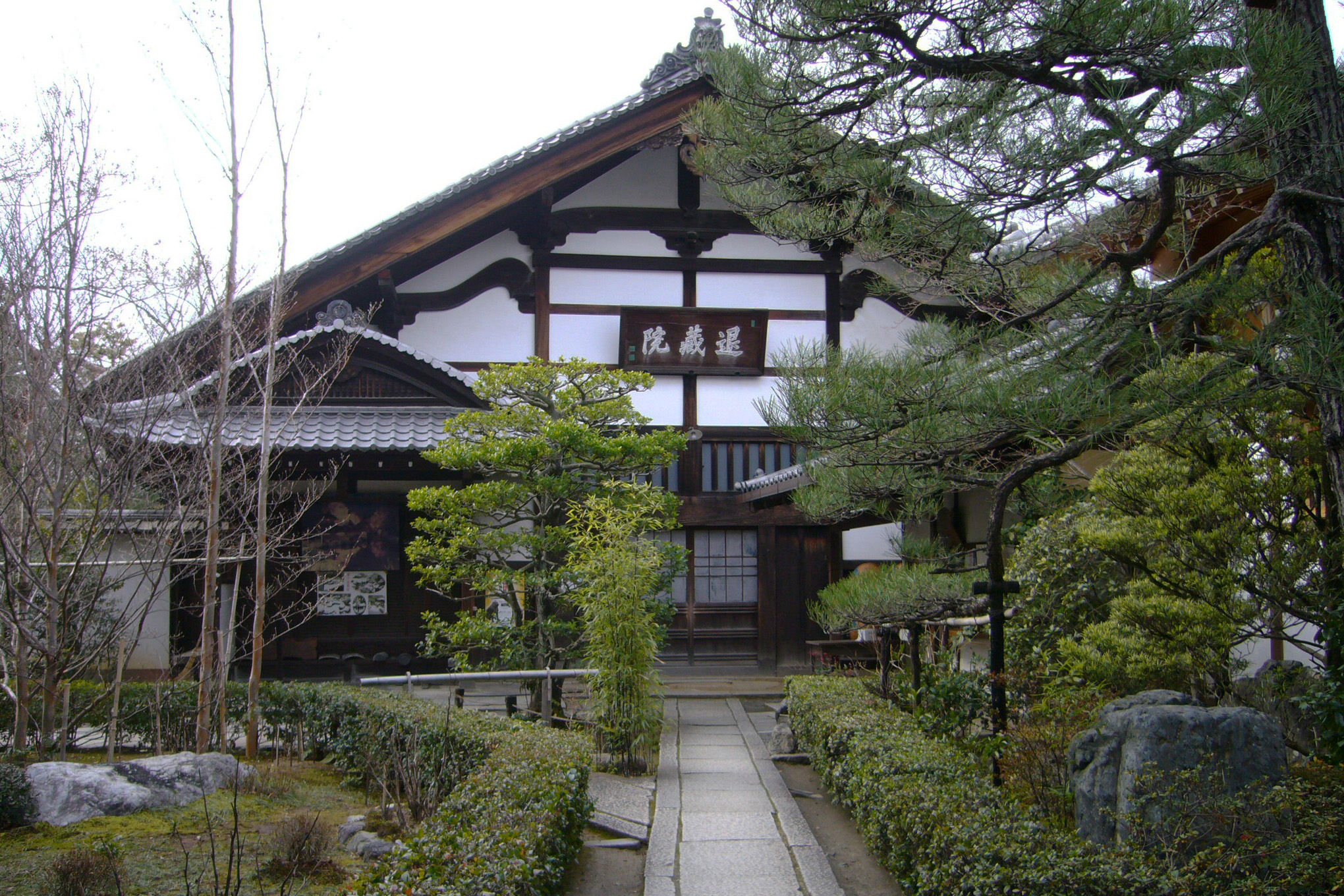
退蔵院

- 退蔵院 - 妙心寺三祖、無因宗因が波多野重通の援助により応永11年（1404年）に創建。日本の初期水墨画の代表作である如拙筆の国宝「瓢鮎図」を所有する（京都国立博物館に寄託）。霊雲派に属する。
- 慈雲院 - 開基は大阪の商人橘屋新兵衛、開祖は妙心寺194世湛月紹円。承応2年（1653年）に創建。1878年（明治11年）松濤庵および寿仏寺と合併している。東海派に属する。
  - 以上のうち常時一般公開しているのは退蔵院、桂春院、大心院のみ。
  - 大心院と東林院は宿坊を併設しており、比較的安い料金で宿泊できる。宿泊には電話で空室があることを確認したあと、往復はがきでの正式な申し込みが必要である。

#### 境外塔頭
- 慧照院（右京区花園坤南町） - 元和9年（1623年）、開基松平忠昌が妙心寺103世瑞雲宗呈を開祖として創建。1878年（明治11年）、華嶽院を合併している。聖澤派に属する。
- 龍華院（右京区花園坤南町） - 明暦2年（1656年）、開基は毛利秀就の正室喜佐姫、妙心寺223世竺印祖門を開祖として創建。1879年（明治12年）善性庵を合併している。霊雲派に属する。
- 春浦院（右京区花園坤南町） - 妙心寺319世空山宗空が開祖と伝わる。室町時代の絵巻物で重要文化財の「福富草紙（ふくとみぞうし）」（土佐派の絵師・土佐行広周辺の作）を所蔵。方丈襖絵は江戸時代中期の画家、山口雪渓による。龍泉派に属する。
- 金台寺（北区等持院西町） - 元は池上寺と称していたが1608年（慶長13年）に妙心寺131世輝岳宗暾が国泰寺と改称して開祖となった。その後、名称が鳳台院、金台寺と変わっている。東海派に属する。
- 仙寿院（右京区龍安寺衣笠下町） - 承応元年（1652年）、後水尾天皇が帰依していた妙心寺196世禿翁妙宏を開祖として創建された。龍泉派に属する。
- 多福院（右京区龍安寺衣笠下町） - 文明14年（1482年）に鉄川宗煕を開祖として創建された。霊雲派に属する。
- 龍安寺（右京区龍安寺御陵ノ下町） - 宝徳2年（1450年）、細川勝元が義天玄詔を開祖として創建。細川政元が特芳禅傑を中興開祖として長享2年（1488年）に再建した。特別名勝の石庭で有名。霊雲派に属する。
- 霊光院（右京区龍安寺御陵ノ下町） - 天正10年（1582年）、開祖は妙心寺第44世月航宗津。織田信長の妹であるお犬の方の廟所がある。霊雲派に属する。
- 大珠院（右京区龍安寺御陵ノ下町） - 明応2年（1493年）に妙心寺22世興宗宗松を開祖として創建。石川光吉が慶長5年（1600年）に中興した。
- 西源院（右京区龍安寺御陵ノ下町） - 延徳元年（1489年）に開基細川政元が妙心寺12世特芳禅傑を開祖として創建される。その後一時荒廃したが、その法嗣の大休宗休により中興される。明治に至り東皐院を併合した。霊雲派に属する。

## 文化財

### 国宝
- 梵鐘 – 戊戌（つちのえいぬ）年、つまり文武天皇2年・西暦698年にあたる年の銘文がある、日本最古の紀年銘鐘。九州筑紫で制作されたものであり、大宰府の観世音寺の鐘と兄弟鐘である。妙心寺には法堂の北西と仏殿の南東に鐘楼があるが、前者の鐘楼にかかっていた。現在は法堂内に移設展示されている。音色が雅楽の黄鐘調（おうじきちょう）に合うことから古来「黄鐘調の鐘」として著名で、『徒然草』にもこの鐘のことが言及されている。
- 大燈国師墨蹟 関山字号（嘉暦己巳仲春）
- 大燈国師墨蹟 印可状（元徳二年仲夏上澣）

### 重要文化財

#### 建造物
- 仏殿（附廊下）
- 法堂（附廊下）
- 大方丈
- 山門 - 「三門」とも
- 浴室
- 経蔵
- 勅使門
- 南門
- 玄関
- 寝堂
- 小方丈（附：廊下）
- 庫裏（附：廊下）
- 北門

#### 美術工芸品
- 絹本著色花園天皇像 後花園帝の賛あり
- 絹本著色虚堂和尚像・絹本著色大応国師像・絹本著色大燈国師像（元徳2年の自賛あり）
- 絹本著色十六羅漢像 16幅
- 絹本著色六代祖師像 6幅
- 絹本墨画普賢菩薩像
- 紙本著色三酸及寒山拾得図（六曲屏風）・紙本著色琴棋書画図（六曲屏風）・紙本著色花卉図（六曲屏風）（以上海北友松筆）・紙本著色呂望及商山四皓図（六曲屏風）・紙本著色厳子陵及虎渓三笑図（二曲屏風）
- 紙本著色竜虎図 六曲屏風
- 紙本墨画達磨・豊干・布袋像
- 紙本墨画瀟湘八景図 六曲屏風
- 倶利迦羅竜守刀 中身銘尚宗 豊臣棄丸所用
- 小形武具 甲 2領、冑 1頭、鞍 1脊 豊臣棄丸所用
- 関山慧玄墨蹟 授宗弼証状 延文元年仲春日
- 花園天皇宸翰消息（三月廿二日）
- 花園天皇宸翰書状（貞和3年七月廿九日 ）
- 花園天皇宸翰置文（貞和3年七月廿二日 関山上人宛）
- 後奈良天皇宸翰徽号勅書（弘治3年三月十二日）
- 後奈良天皇宸翰置文（弘治3年八月九日 妙心寺方丈宛）
- 後西天皇宸翰徽号勅書（万治元年十二月十二日）
- 東山天皇宸翰徽号勅書（宝永3年八月十二日）
- 桃園天皇宸翰光徳勝妙国師号勅書（宝暦6年十月十二日）
- 光格天皇宸翰徽号勅書（文化2年三月十二日）
- 孝明天皇宸翰徽号勅書（安政2年三月十二日）

### 国指定史跡
- 妙心寺境内 – 周辺の塔頭の敷地も含めた約19.5ヘクタールが指定範囲となっている。

### 国指定史跡・名勝
- 妙心寺庭園 – 上記の「妙心寺境内」とは別個に、国の史跡及び名勝に指定されている。指定範囲は前庭、大方丈庭園、小方丈庭園の3か所。「前庭」とは、勅使門と山門（三門）の間にある放生池や、中心伽藍周辺の松の植栽を指す。[13]

### 焼失した文化財
- 鐘楼 – 旧・重要文化財。1962年（昭和37年）9月1日、放火により焼失。

## 年中行事
- 1月1日 - 修二会（しゅにえ）<正月行事>
- 1月16日 - 仏殿般若（ぶつでんはんにゃ）
- 1月18日 - 方丈懺法
- 2月7日 - 開山降誕会（ごうたんえ）
- 2月15日 - 涅槃会（ねはんえ）
- 3月彼岸中日 - 祠堂斎（しどうさい）
- 4月8日 - 釈尊降誕会（ごうたんえ）
- 5月16日 - 仏殿般若
- 5月18日 - 方丈懺法（せんぽう）
- 6月18日 - 山門懺法
- 7月15日 - 山門施餓鬼（せがき）
- 7月24日・25日 - 経蔵虫払
- 8月9日・10日 - お精霊（しょうらい）迎え
- 9月彼岸中日 - 祠堂斎
- 9月16日 - 仏殿般若
- 9月18日 - 方丈懺法
- 10月5日 - 達磨忌
- 11月3日・4日 - 曝涼（ばくりょう）〈寺宝の虫干しおよび一般公開〉
- 11月11日 - 花園法皇忌
- 12月8日 - 成道会（じょうどうえ）
- 12月12日 - 開山会
- 12月25日 - 歳末般若
- 12月31日 - 改旦巡塔諷経[14]

## アクセスなど
- 南門 - JR嵯峨野線（山陰本線）「花園駅」下車、京都市営バス・京都バス「妙心寺前」下車
- 北門 - 京福電鉄北野線「妙心寺駅」下車、京都市営バス・西日本JRバス「妙心寺北門前」下車
- 南北の両門間を拝観料不要で通過でき、かつては自動車の通過も許されていた。

## 備考
- 京都には、京都に所在する臨済宗大本山の寺ごとの特徴を指す「禅面（ぜんづら）」という表現があるが、妙心寺は「算盤面（そろばんづら）」と呼ばれる。これは、健全な禅は寺院経済の安定の上に成り立つと考えて会計を重視し[15][16]、徹底した組織運営をおこなう寺風[17]を表現したものとされている。室町時代中期に雪江宗深によってはじめられ、江戸時代幕末まで続けられた会計記録『正法山妙心禅寺米銭納下帳』が残されており、寺院経済史の貴重な史料となっている[15][16]。